# Trémuson
Trémuson (bret. Tremuzon) – miejscowość i gmina we Francji, w regionie Bretania, w departamencie Côtes-d’Armor.
Według danych na rok 1990 gminę zamieszkiwały 1482 osoby, a gęstość zaludnienia wynosiła 235 osób/km² (wśród 1269 gmin Bretanii Trémuson plasuje się na 422. miejscu pod względem liczby ludności, natomiast pod względem powierzchni na miejscu 975.).